# Chiesa del Sacro Cuore di Gesù (Córdoba)
La chiesa del Sacro Cuore (in lingua spagnola Iglesia del Sagrado Corazón), nota anche come chiesa dei Cappuccini è una chiesa cattolica sita a Córdoba in Argentina, officiata dai frati Cappuccini.
È considerata la prima delle Sette meraviglie di Córdoba.

## Storia del nome
Nel 1911 giunsero a Córdoba i primi missionari cappuccini, che si distinguevano per l'uso del cappuccio. Inizialmente essi vivevano in piccole abitazioni e gestivano la parrocchia dei Fratelli del Buon Pastore. Nel 1926 ebbe inizio la costruzione della chiesa del Sacro Cuore di Gesù, più nota presso gli abitanti del quartiere, uno dei più importanti della città di allora chiamato Nueva Córdoba, come chiesa dei Cappuccini.

## Nome originale
Il nome ufficiale della chiesa dei cappuccini di Córdoba è chiesa del Sacro Cuore di Gesù, così assegnato perché il progetto prevedeva un'alta guglia che sarebbe parsa perforare il cielo. Il nome di Sacro Cuore di Gesù nella Chiesa Cattolica si riferisce alla devozione al cuore fisico di Gesù come simbolo dell'amore divino. Questa devozione trae le sue radici da una corrente mistica centrata su Gesù e la sua morte in croce e mostra il proprio cuore come centro vitale, simbolo di dedizione e del suo grande amore per l'umanità.

## Architettura

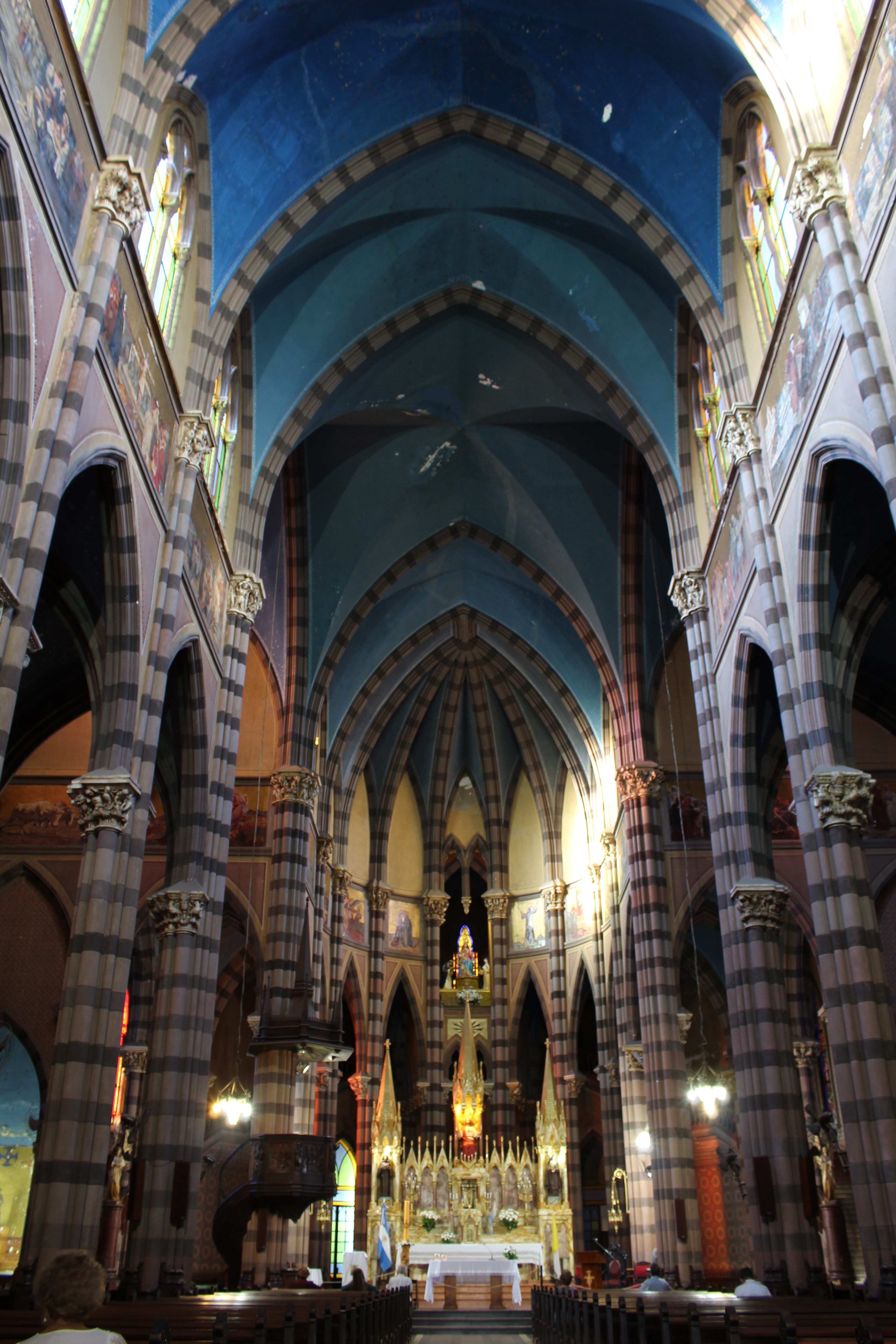
Vista dell'interno

Il progetto della chiesa fu affidato all'architetto di origini italiane, Augusto Ferrari, che realizzò l'opera in stile neogotico europeo
L'ingresso della chiesa è adornato di statue di Mosè e di San Giovanni Battista. Nella navata destra si può osservare la torre tronca che rappresenta la materia che muore; dall'altro lato la torre alta oltre 70 metri rappresenta l'anima che sale. La chiesa dei Cappuccini si distingue per il gran numero di dipinti e sculture. La copertura è specialmente vistosa, conformato com'è da volte decorate da artisti diversi. Queste volte esibiscono stelle dorate, che non furono dipinte a caso. Fin da principio la volta rappresenta il cielo notturno di Córdoba nei vari mesi dell'anno. Inoltre nella chiesa vi sono numerose opere d'arte che trattano della vita di san Francesco d'Assisi. Ferrari progettò le colonne di stili diversi che giungono all'altezza delle navate e rappresentano le diverse culture precristiane.
Nella cornice, che segna l'inizio della facciata, vi è al centro una vetrata e una scultura di san Francesco d'Assisi che guarda il cielo, tenendo le mani incrociate.

## Ingresso principale
La porta maggiore si trova sulla calle Obispo Justo Santa María de Oro all'angolo con la calle Buenos Aires.

## Galleria d'immagini

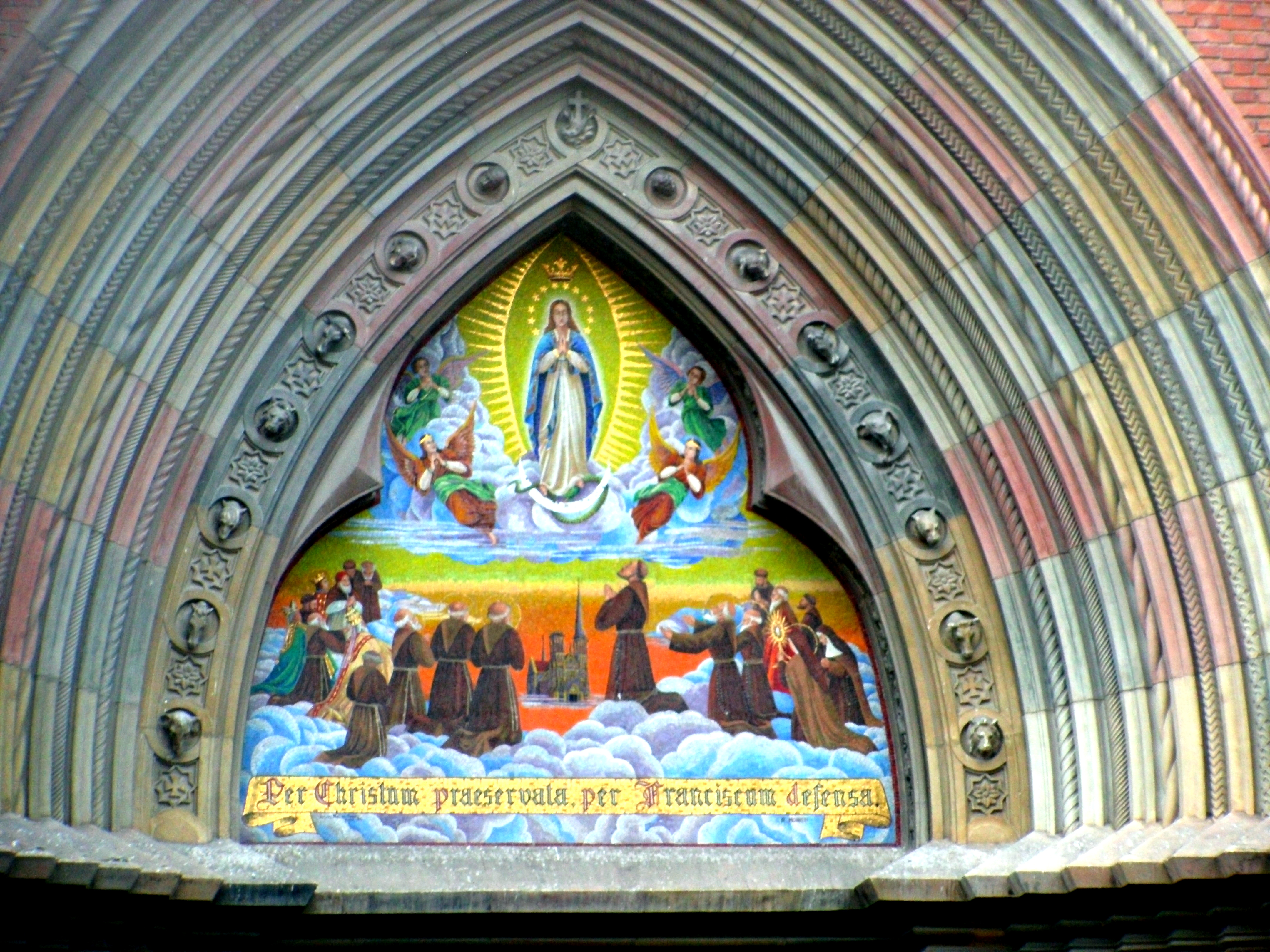
Affreschi della chiesa.
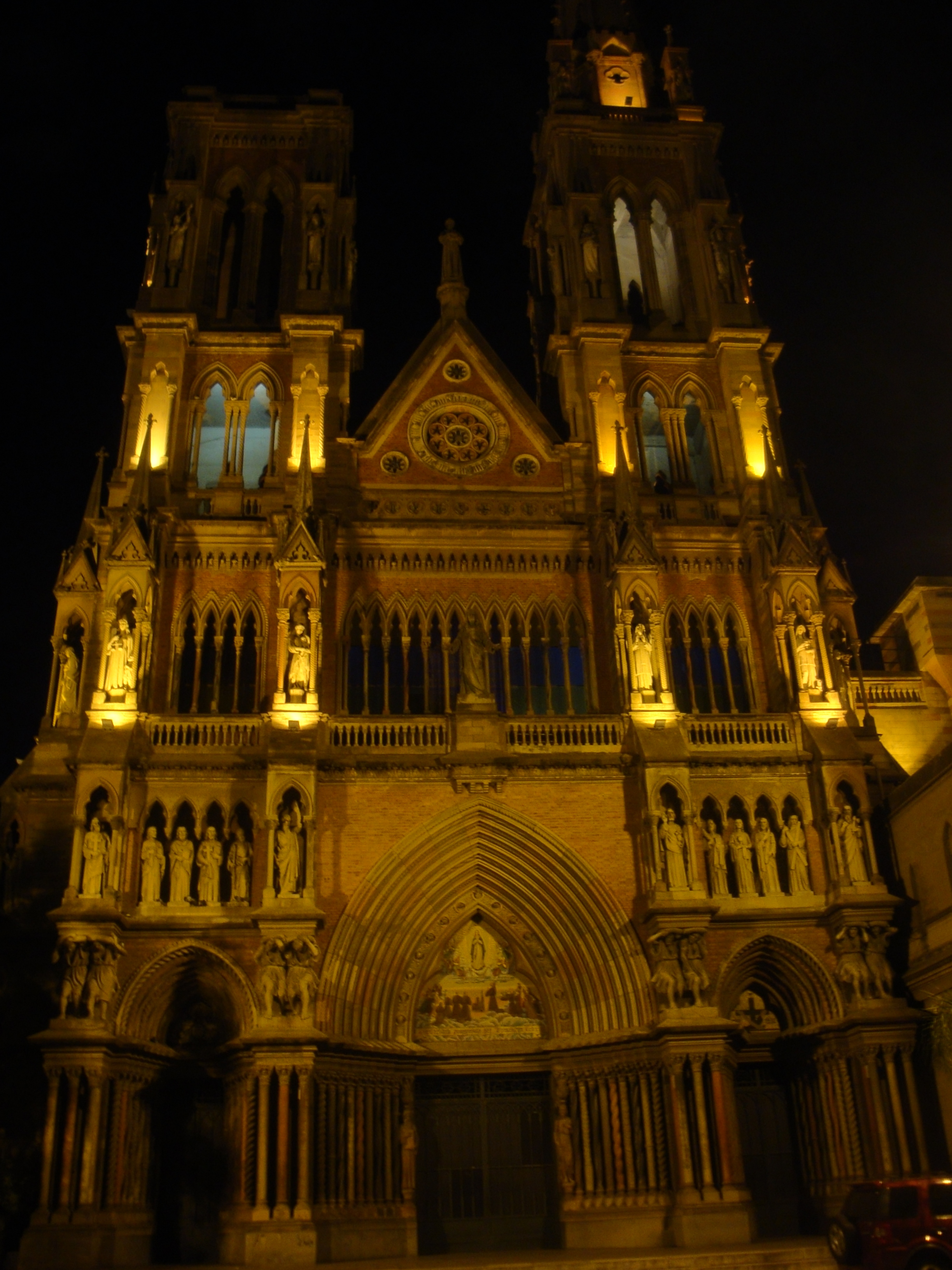
La facciata di notte.
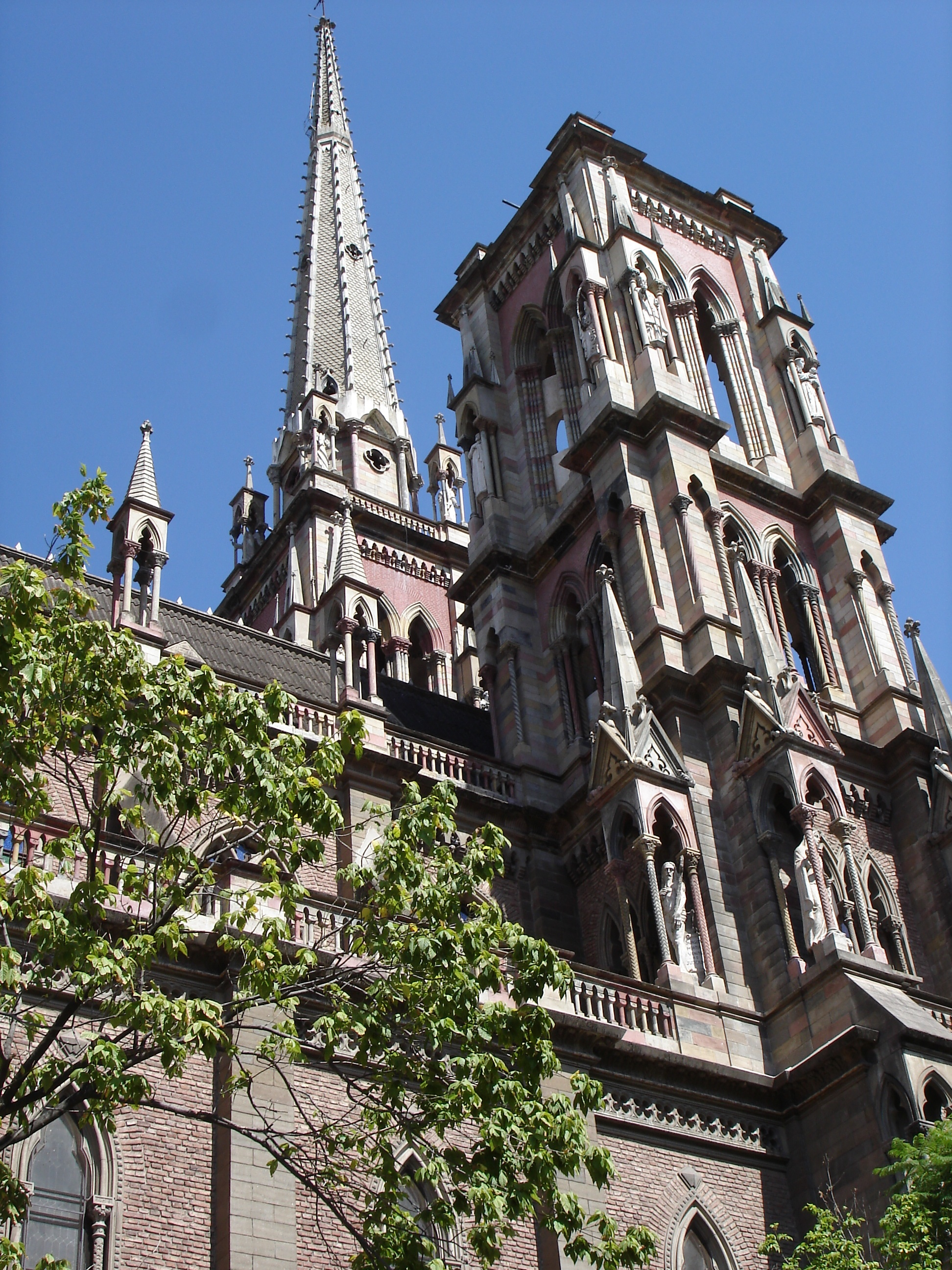
Vista laterale.
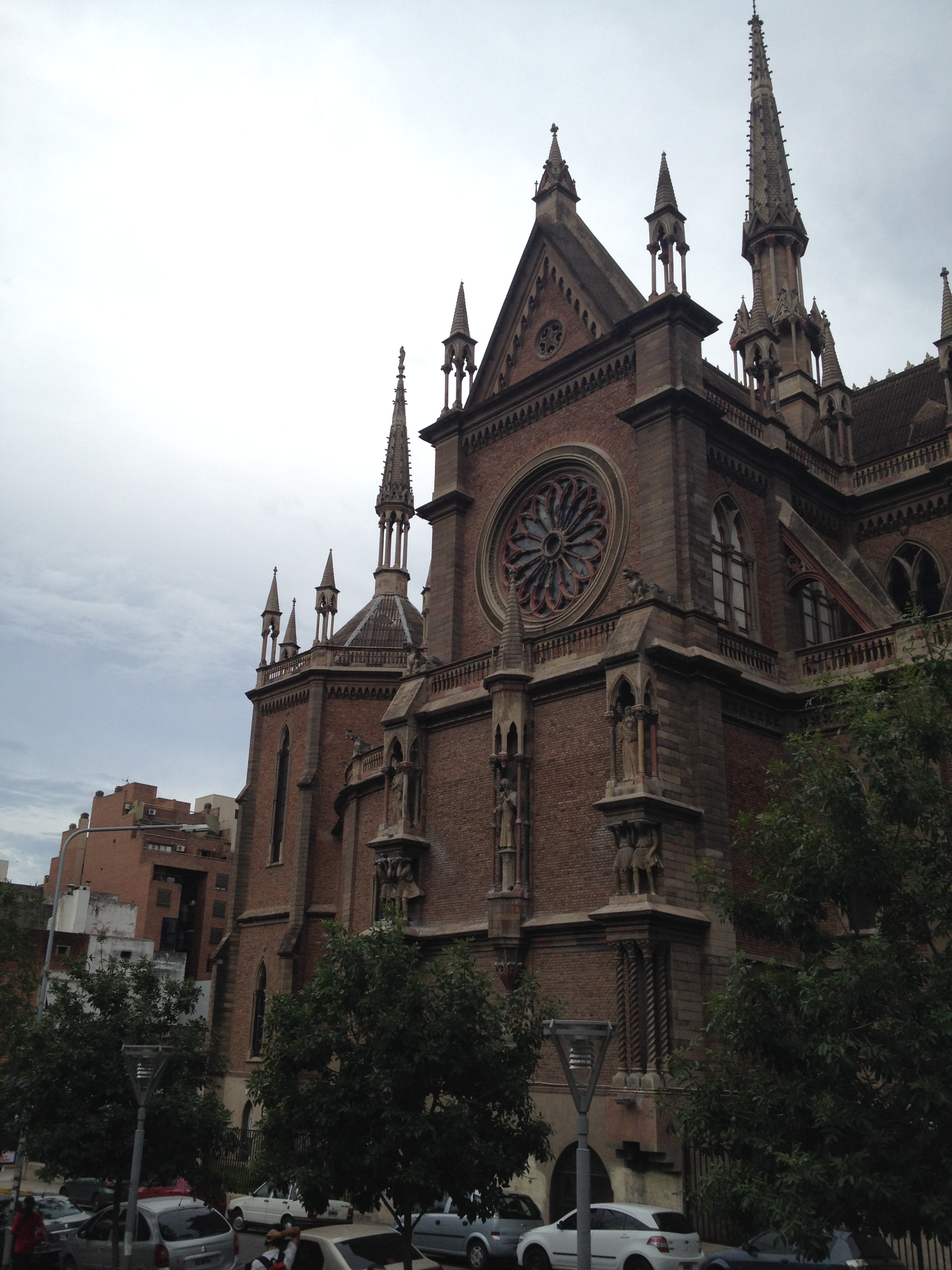
Vista laterale.